# Oscar Hammerstein II
Oscar Hammerstein II (Nova Iorque, 12 de julho de 1895 — Doylestown, 23 de agosto de 1960), nascido Oscar Greeley Clendenning Hammerstein II, foi um roteirista, produtor estadunidense, e (geralmente não creditado) diretor de musicais durante quase 40 anos. Foi-lhe duas vezes atribuído o Oscar de melhor canção original. Recebeu o Prémio Pulitzer de Teatro em 1950. Ganhou o Tony Award por oito vezes e foi parceiro de composição de pelo menos 850 músicas.
Sua fama se deu por uma série de musicais e operetas, como: Sunny (1924), Rose Marie (1924), The Desert Song (1926), Showboat (1927). A partir de 1943, com Richard Charles Rodgers em adaptação de comédias e novelas, entre elas: Oklahoma! (1943), Carousel (1945), Allegro (1947), South Pacific (1949),  (prêmio Pulitzer), The King and I (1951) e The Sound of Music (1959).

## Biografia
Oscar nasceu na cidade de Nova Iorque, em 1895. Era filho de Alice Hammerstein e do diretor teatral Willie Hammerstein. Seu avô era o empresário alemão de teatro Oscar Hammerstein I. Seu pai era de família judia e sua mãe tinha pais britânicos.
Ainda que seu pai administrasse o Teatro Victoria e fosse produtor de shows de vaudeville, ele se opunha ao desejo de Oscar de trabalhar no meio artístico. Oscar estudou na Columbia University (1912–1916) e em 1917 estudou direito na mesma instituição. Como estudante, manteve notas altas e se engajou em diversas atividades extracurriculares, incluindo ser rebatedor em um time de beisebol, participar de shows de variedades e ser membro ativo da irmandante Pi Lambda Phi, composta basicamente por estudantes judeus.
Aos 19 anos, ainda estudante de Columbia, seu pai morreu devido à Doença de Bright, em 10 de junho de 1914. Inicialmente, os médicos atribuíram os sintomas à escarlatina. Em sua viagem para o funeral do pai com seu irmão, ele leu as manchetes do New York Herald, que diziam que sua morte chocou todo o meio teatral. Quando os irmãos chegaram em casa, atenderam ao funeral com seu avô no Templo Israel em Nova Iorque. Depois da morte do pai, Oscar decidiu participar de sua primeira peça de teatro, intitulada On Your Way. Enquanto estudava, dividia seu tempo com os palcos.

## Morte
Oscar morreu em 23 de agosto de 1960, em Doylestown, Pensilvânia, devido a um câncer de estômago, aos 65 anos.